# NGC 516
NGC 516 je galaksija u zviježđu Ribe.

## Vanjske poveznice
- SEDS: NGC 0516